# Liste des sites classés et inscrits des Vosges

Le département des Vosges en rouge sur la carte

La liste des sites classés et inscris des Vosges présente les 22 sites naturels classés et les 18 sites inscrits localisés dans le département des Vosges.

## Critères
Les critères sur lesquels les sites ont été sélectionnés (repris en colonne 5) sont désignés par des lettres, comme suit :
- TC : Tous critères
- A : Artistique
- P : Pittoresque
- S : Scientifique
- H : Historique
- L : Légendaire

## Liste des sites naturels classés
| Site naturel | Date de protection | Description                                                                                     | Commune                   | Critère | Sites associés                                                        | Superficie (hectares) | Photo | Référence DREAL |
| ------------ | ------------------ | ----------------------------------------------------------------------------------------------- | ------------------------- | ------- | --------------------------------------------------------------------- | --------------------- | ----- | --------------- |
| Classé       | 1921               | Chêne Centenaire au lieu-dit "la grande poirière"                                               | Bainville-aux-Saules      | TC      |                                                                       | ponctuel              |       | SC88030A        |
| Classé       | 1910               | Petit Drumont (sommet du Drumont)                                                               | Bussang                   | TC      | Parc naturel régional des Ballons des Vosges                          |                       |       | SC88081A        |
| Classé       | 1910               | Rochers des Cuveaux sur la montagne dite tête des Cuveaux                                       | Éloyes                    | TC      | Parc naturel régional des Ballons des Vosges                          | 6                     |       | SC88158A        |
| Classé       | 1910               | Site de la vallée de la Vologne sur la commune de Granges                                       | Granges-sur-Vologne       | TC      | Parc naturel régional des Ballons des Vosges                          | ~15                   |       | SC88218A        |
| Classé       | 1910               | Cascade du Rudlin                                                                               | Plainfaing                | TC      | Parc naturel régional des Ballons des Vosges                          | ponctuel              |       | SC88349A        |
| Classé       | 1921               | Gorge "Le Trou de l’Enfer", entre la Racine et le Haut-Macon                                    | Rehaupal                  | TC      | Parc naturel régional des Ballons des Vosges                          |                       |       | SC88380A        |
| Classé       | 1910               | Roche des Ducs à environ 2 km du clocher au Nord-Est                                            | Rochesson                 | TC      | Parc naturel régional des Ballons des Vosges                          | ~1                    |       | SC88391A        |
| Classé       | 1910               | Roche des Corbeaux ou de la Bure au sommet du massif de la Bure à 4 km au nord de la ville      | Saint-Dié-des-Vosges      | TC      | Parc naturel régional des Ballons des Vosges                          | ~2                    |       | SC88413A        |
| Classé       | 1910               | Roche des Fées sur une ligne de la crête de la montagne d’Ormont à 4 km au nord-est de la ville | Saint-Dié-des-Vosges      | TC      | Camp celtique de la Bure                                              | ponctuel              |       | SC88413B        |
| Classé       | 1910               | Roche Saint-Martin au-dessus de la côte Saint-Martin à 2 km au sud-ouest de la ville.           | Saint-Dié des Vosges      | TC      |                                                                       | ponctuel              |       | SC88413C        |
| Classé       | 1982               | Ballon d'Alsace                                                                                 | Saint Maurice-sur-Moselle | P       | Parc naturel régional des Ballons des Vosges                          | 2716                  |       | SC88426A        |
| Classé       | 1910               | Le sommet du Rouge-Gazon                                                                        | Saint-Maurice-sur-Moselle | P       | Parc naturel régional des Ballons des Vosges                          | 100                   |       | SC88426B        |
| Classé       | 1925               | Cascade "le saut du Bouchot"                                                                    | Sapois                    | TC      | Parc naturel régional des Ballons des Vosges                          | ponctuel              |       | SC88442A        |
| Classé       | 1910               | Le Haut du Roc                                                                                  | Saulxures-sur-Moselotte   | TC      | Parc naturel régional des Ballons des Vosges                          | ponctuel              |       | SC88447A        |
| Classé       | 1910               | Roche Mère Henry, au faîte de la montagne dite côte de Senones                                  | Senones                   | TC      | Parc naturel régional des Ballons des Vosges Principauté de Salm-Salm | ponctuel              |       | SC88451B        |
| Classé       | 1910               | Grande Cascade de Tendon                                                                        | Tendon                    | TC      | Parc naturel régional des Ballons des Vosges                          | ponctuel              |       | SC88464A        |
| Classé       | 1925               | Petite Cascade de Tendon                                                                        | Tendon                    | TC      | Parc naturel régional des Ballons des Vosges                          | ponctuel              |       | SC88464B        |
| Classé       | 1910               | Cascade de Faymont                                                                              | Le Val-d'Ajol             | TC      | Parc naturel régional des Ballons des Vosges                          | ponctuel              |       | SC88487A        |
| Classé       | 1925               | Vallée des Roches (route d’Hérival)                                                             | Le Val-d'Ajol             | TC      | Parc naturel régional des Ballons des Vosges                          | 2                     |       | SC88487B        |
| Classé       | 1935               | Site de l’Ermitage du frère Joseph.                                                             | Ventron                   | TC      | Parc naturel régional des Ballons des Vosges                          | 2                     |       | SC88500A        |
| Classé       | 2002               | Lac de Longemer et sa vallée                                                                    | Xonrupt-Longemer          | P       | Parc naturel régional des Ballons des Vosges                          | 900                   |       | SC88531B        |
| Classé       | 2010               | Extension du Site du Rouge Gazon et des Neufs-Bois                                              | Saint-Maurice-sur-Moselle | TC      | Parc naturel régional des Ballons des Vosges                          | 780                   |       | SC88xxxx        |
| Classé       | 2013               | La Moraine de Noirgueux                                                                         | Saint-Nabord              | TC      | Parc naturel régional des Ballons des Vosges                          | 90                    |       | SC88xxxx        |

## Liste des sites inscrits
| Site naturel | Date de protection | Description                                                                                         | Commune              | Critère | Sites associés                                                  | Superficie (hectares) | Photo | Référence DREAL |
| ------------ | ------------------ | --------------------------------------------------------------------------------------------------- | -------------------- | ------- | --------------------------------------------------------------- | --------------------- | ----- | --------------- |
| Inscrit      | 1985               | Vallée du Vair                                                                                      | Autigny-la-Tour      |         | Plaine des Vosges                                               | 1723                  |       | SI88019A        |
| Inscrit      | 1976               | Ensemble formé par le lac de Lispach et ses abords immédiats                                        | La Bresse            |         | Parc naturel régional des Ballons des Vosges                    | ~40                   |       | SI88075A        |
| Inscrit      | 1947               | Ensemble formé par la maison de Jeanne d’Arc, l’église paroissiale et ses abords (Musée)            | Domrémy-la-Pucelle   |         | Site Johannique Vallée de la Meuse                              | 5                     |       | SI88154A        |
| Inscrit      | 1975               | Ensemble urbain formé par le centre de la ville                                                     | Épinal               |         | Centre historique d'Épinal                                      | 24                    |       | SI88160A        |
| Inscrit      | 1977               | Ensemble formé par le site de la tourbière du Beillard au lieu-dit "Feignes de la Morte Femme"      | Gérardmer            |         | Parc naturel régional des Ballons des Vosges                    | 51                    |       | SI88196A        |
| Inscrit      | 1944               | Lac de Gérardmer et parcelles l’environnant.                                                        | Gérardmer            |         | Parc naturel régional des Ballons des Vosges                    | 151                   |       | SI88196B        |
| Inscrit      | 1987               | Ensemble formé par le site urbain                                                                   | Neufchâteau (Vosges) |         | Secteur Sauvegardé de Neufchâteau Vallée de la Meuse            | 194                   |       | SI88321A        |
| Inscrit      | 1944               | 4 à 27 et 7 à 65 Grande Rue, Maisons dite "les Grandes et les Petites Arcades", façades et toitures | Remiremont           |         | Centre Historique de Remiremont Chapitre impérial de Remiremont | 0,4                   |       | SI88383A        |
| Inscrit      | 1944               | Chapelle de la Madeleine et ses abords                                                              | Remiremont           |         | Centre Historique de Remiremont Chapitre impérial de Remiremont | 0,5                   |       | SI88383B        |
| Inscrit      | 1944               | Places de l’Église, de l’Abbaye et de Mesdames                                                      | Remiremont           |         | Centre Historique de Remiremont Chapitre impérial de Remiremont | 1,5                   |       | SI88383C        |
| Inscrit      | 1944               | Promenade du Calvaire                                                                               | Remiremont           |         | Chapitre impérial de Remiremont                                 | 10                    |       | SI88383D        |
| Inscrit      | 1944               | Le Saint-Mont                                                                                       | Saint-Amé            |         | Vallée de la Moselle Chapitre impérial de Remiremont            | 123                   |       | SI88409A        |
| Inscrit      | 1982               | Centre historique                                                                                   | Senones              |         | Principauté de Salm-Salm                                        | 47                    |       | SI88451A        |
| Inscrit      | 1982               | Site de la Louvière                                                                                 | Senones              |         | Principauté de Salm-Salm                                        | 17                    |       | SI88451C        |
| Inscrit      | 1972               | Massif de la Schlucht-Hohneck                                                                       | Le Valtin            |         | Parc naturel régional des Ballons des Vosges                    | 15525                 |       | SI88492A        |
| Inscrit      | 1977               | Zone entourant Vittel                                                                               | Vittel               |         | Thermalisme dans les Vosges                                     | 740                   |       | SI88516A        |
| Inscrit      | 1977               | Ensemble formé par le site du lieu-dit de Belbriette et de ses abords                               | Xonrupt-Longemer     |         | Parc naturel régional des Ballons des Vosges                    | 48                    |       | SI88531A        |
| Inscrit      | 1944               | Lac de Retournemer et ses abords                                                                    | Xonrupt-Longemer     |         | Parc naturel régional des Ballons des Vosges                    | 15                    |       | SI88531D        |